# Leo Brongersma

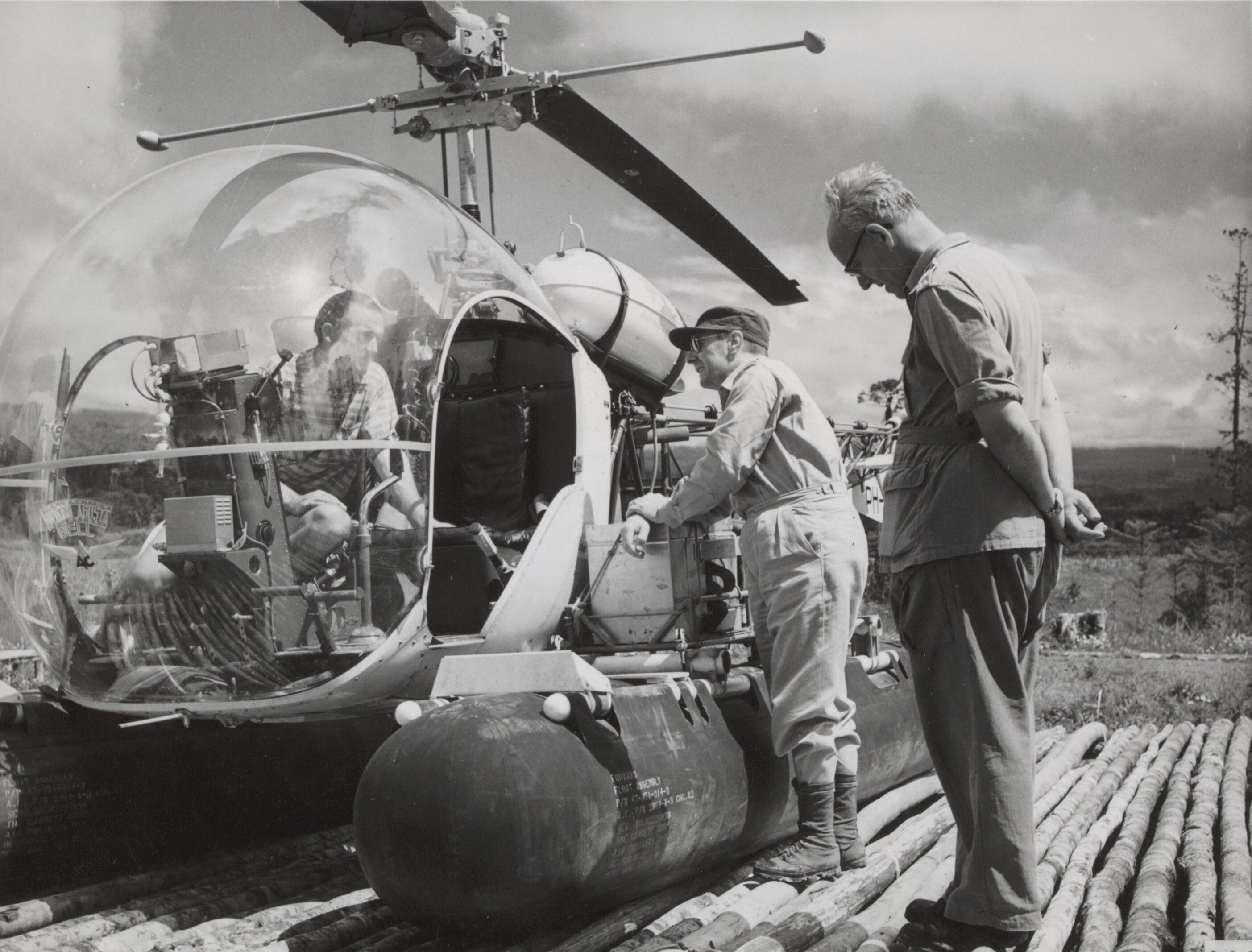
Brongersma (direct naast de helikopter) in 1959

Leo Daniël Brongersma (Bloemendaal, 17 mei 1907 – Leiden, 24 juli 1994) was een Nederlandse bioloog, museumdirecteur en expeditieleider.
Brongersma studeerde biologie aan de Universiteit van Amsterdam en werkte voor en na zijn afstuderen van 1928 tot 1934 als assistent bij het Zoölogisch Museum van Artis in Amsterdam. Daarna was hij werkzaam bij het Rijksmuseum van Natuurlijke Historie te Leiden, eerst als conservator van de Afdeling Amfibieën en Reptielen.
In 1958 volgde hij Hilbrand Boschma op als directeur en dat bleef hij tot aan zijn pensionering in 1972. Naast zijn functie bij het museum was hij sinds 1938 privaatdocent aan de Rijksuniversiteit Leiden, vanaf 1954 lector en vanaf 1964 buitengewoon hoogleraar.
Leo Brongersma was een kundig herpetoloog en zijn wetenschappelijke belangstelling voor slangen richtte zich vooral op die van Indonesië en Nieuw-Guinea, waar hij verscheidene tochten naar ondernam. Een aantal slangen is ook naar Brongersma vernoemd, zoals de toornslang Calamaria brongersmai. In de jaren zestig hield hij zich intensief bezig met onderzoek naar zeeschildpadden. Door zijn terreinkennis van tropische bosgebieden werd hij door het Koninklijk Nederlands Aardrijkskundig Genootschap benoemd tot wetenschappelijk leider van de multidisciplinaire Sterrengebergte-expeditie die in 1959 een onbekend deel van het oostelijke Centrale Bergland van Nederlands-Nieuw-Guinea exploreerde. Met de technische expeditieleider Venema schreef hij een vlot leesbaar verslag van de tocht.
Brongersma was lid van de Koninklijke Nederlandse Akademie van Wetenschappen en andere internationale wetenschappelijke genootschappen, die hem tot erelid benoemden. Hij heeft een omvangrijk oeuvre op zijn naam staan.

## Over Brongersma
- Boschma, H., 'Notes on the scientific career of Professor Dr. L. D. Brongersma, compiled at the occasion of his sixty fifth birthday'. Zoologische Mededelingen 47, 1972, VIII-XXII.
- Hoogmoed, M.S., 'In memoriam Prof. Dr. Leo Daniel Brongersma (1907-1994)'. Zoologische Verhandelingen, 1995, nr. 15, pp. 177–201.

- Biografisch Portaal: 52122198
- International Standard Name Identifier: 0000 0001 1885 2832
- Library of Congress Control Number: n79132397
- Nationale Bibliotheek van Israël: 987007276493605171
- Nederlandse Thesaurus van Auteursnamen: 068931549
- LIBRIS: 343489
- Système universitaire de documentation: 077710908
- Virtual International Authority File: 75137459
- WorldCat: E39PBJtGWykWxk7dv9hQJvPPcP